# Miki Matsubara
Miki Matsubara (松原 みき?, Matsubara Miki; Kishiwada, 28 novembre 1959 – Osaka, 7 ottobre 2004) è stata una cantautrice giapponese; debuttò nel 1979 con il singolo Mayonaka no doa - Stay with me (真夜中のドア〜Stay With Me). Fu un grande successo per l'epoca, che diventò noto internazionalmente quarantuno anni dopo tramite la piattaforma YouTube.
La sua carriera venne interrotta a causa di un cancro della cervice in stato avanzato. La malattia la costrinse a terminare la carriera nel 2001, sparendo totalmente dalla scena pubblica.
Nei successivi tre anni, non riuscì a sconfiggere la malattia. Matsubara è deceduta all'età di 44 anni e due mesi dopo fu resa pubblica la notizia.

## Biografia
Miki Matsubara nacque il 28 novembre del 1959 a Kishiwada, città giapponese della prefettura di Ōsaka. Aveva una sorella più giovane, suo padre era direttore di un ospedale e sua madre una musicista jazz. Fin da bambina si appassionò alla musica e imparò a suonare il piano verso i tre anni. A 17 si recò da sola a Tokyo per provare a debuttare, anche se dovette aspettare il 1979.
Nel 1980 pubblicò i suoi primi due album, Pocket Park e Who Are You?, che ottennero un ottimo successo. Il terzo album, pubblicato nel 1981, Cupid, la portò a ulteriore notorietà con Neat na gogo san-ji (ニートな午後3時). Durante gli anni '90, Matsubara lavorò alla colonna sonora di molti anime (in particolare la serie di Gundam) e anche per altri artisti giapponesi dell'epoca.
Era sposata con Masaki Honjo - anch'egli musicista - che la aiutò con la carriera e che in seguito divenne un dentista. È morto nel 2007, tre anni dopo  Matsubara. La coppia non aveva figli.

## Malattia e morte
Nel 2001 le fu diagnosticato un cancro della cervice in stato avanzato e decise di abbandonare le scene. Dopo innumerevoli tentativi di curarla, il suo dottore comunicò che oramai le sarebbero rimasti tre mesi di vita. Il 7 ottobre 2004 Miki Matsubara si spense all'età di 44 anni, a causa delle complicazioni del cancro alla cervice uterina. Il 14 dicembre 2004, i media giapponesi comunicarono che Matsubara era venuta a mancare due mesi prima.

## Riscoperta
Durante la sua carriera, Matsubara era conosciuta solo in Giappone e pressoché sconosciuta in Occidente fino a quando su YouTube alcuni fortunati successi di molti cantanti City Pop (come Mariya Takeuchi o Anri) finirono casualmente nell'algoritmo, e il sito iniziò a consigliare nella sua homepage questi pezzi. Il video di Mayonaka no doa - Stay with me caricato sul canale ufficiale della cantante conta circa 130 milioni di visualizzazioni e più di 2 milioni di mi piace. La curiosità degli occidentali, ma anche dei giapponesi più giovani, ha spinto la ricerca di altre canzoni di Matsubara. Il suo primo album Pocket Park viene ristampato nel 2021 in vinile.

## Discografia

### Album
- 1980 - Pocket Park
- 1980 - Who Are You?
- 1981 - Cupid
- 1982 - Myself
- 1982 - 彩 (Aya)
- 1982 - Revue
- 1984 - Blue Eyes ((cover album))
- 1984 - Cool Cut
- 1985 - Lady Bounce
- 1987 - Dirty Pair (Original Soundtrack)
- 1988 - WiNK

### Compilation
- 1983 - Paradise Beach
- 1986 - Super Best
- 2002 - Best
- 2011 - Golden☆Best (postumo)
- 2013 - The Premium Best (postumo)
- 2014 - Light Mellow (postumo)
- 2015 - Aya (postumo)
- 2017 - Platinum Best (postumo)

### Singoli
- 1979 - Mayonaka no Door (Stay with Me) (真夜中のドア～Stay With Me)
- 1979 - Ai wa enerugī (愛はエネルギー)
- 1980 - Harō tudei - Hello today (ハロー・トゥデイ～Hello Today)
- 1980 - Aitsu no buraunshūzu (あいつのブラウンシューズ)
- 1981 - Neat na gogo san-ji (ニートな午後3時)
- 1981 - Shiawase ni bonsowāru (倖せにボンソワール)
- 1982 - Yogen (予言)
- 1983 - Paradaisu bīchi (sofī no tēma) (パラダイス ビーチ (ソフィーのテーマ))
- 1984 - Knock, Knock, My Heart
- 1985 - Koisuru sezon     ～irorei～(恋するセゾン ～色恋来い～)
- 1987 - Safariaizu (サファリ アイズ)
- 1987 - Pas De Deux
- 1988 - In the Room
- 2020 - THE WINNER (postumo)[2]
- 2020 - BACK TO PARADISE (postumo)[3]
- 2021 - Miki Matsubara Night Tempo Presents the Showa Groove (postumo)[4]